# Signe de courte ou de longue ascension
En astrologie, l'ascendant se trouve dans un signe de longue ascension dans l'hémisphère Nord de la Terre lorsqu'il est situé dans un signe d'été ou d'automne (Cancer, Lion, Vierge, Balance, Scorpion, ou Sagittaire). Inversement, l'ascendant se trouve dans un signe de courte ascension dans l'hémisphère nord lorsqu'il est situé dans un signe de printemps ou d'hiver (Bélier, Taureau, Gémeaux, Capricorne, Verseau, ou Poissons). Dans l'hémisphère Sud, c'est l'inverse.

## Le phénomène et son explication
Des angles égaux sur le cercle des signes (l'écliptique) peuvent être parcourus par l'ascendant en des temps horaires inégaux. Autrement dit, l'ascendant ne passe pas le même temps dans tous les signes. L'explication de ce phénomène tient au fait que l'axe de rotation de la Terre sur elle-même est incliné par rapport à l'écliptique, et au fait que l'horizon - qui n'est autre que le plan tangent à la sphère terrestre pour le lieu où le thème est dressé - dépend de la latitude de ce lieu. L'écliptique est alors un plan incliné par rapport à l'horizon. Lorsque l'écliptique est très incliné par rapport à l'horizon Est, le signe Ascendant se lève vite (il est de courte ascension). Inversement, lorsque l'écliptique est peu incliné par rapport à l'horizon Est, le signe Ascendant se lève lentement (il est de longue ascension).

## Conséquences du phénomène

### Vitesse d'ascension d'un signe et arc majeurAscendant-Milieu du Ciel

#### Généralités

Mouvement figuré de l'écliptique (disque bleu) par rapport à l'horizon physique (disque vert) en vision apparente

Pour un thème astrologique concernant l'hémisphère Nord de la Terre et centré sur les signes, et non sur les maisons (comme chez les anglo-saxons), la distance sur l'écliptique entre l'Ascendant et le Milieu du Ciel n'est généralement pas de 90 degrés. Elle n'est de 90 degrés exactement que lorsqu'un des deux points équinoxiaux (le point situé au degré zéro du signe du Bélier ou le point situé au degré zéro du signe de la Balance) se lève (passe à l'Ascendant), autrement dit, lorsqu'un des deux points solsticiaux (le point situé au degré zéro du signe du Cancer ou le point situé au degré zéro du signe du Capricorne) culmine (passe au Milieu du Ciel).
Ce dernier phénomène est visible sur l'animation ci-contre - qui comprend les positions du Soleil aux deux équinoxes et aux deux solstices (les quatre sphères présentées sur l'écliptique) - où l'écliptique, en vision apparente, s'abaisse puis s'élève tout en tournoyant autour de l'horizon physique.
Lorsque l'Ascendant se trouve dans un signe de courte ascension, il forme un angle obtus par rapport au Milieu du Ciel, et lorsque l'Ascendant se trouve dans un signe de longue ascension, il forme un angle aigu par rapport au Milieu du Ciel.

#### Exemples
Pour un thème astrologique établi le 22 février au lever du Soleil à Paris, l'Ascendant se trouve au troisième degré du signe des Poissons (signe de courte ascension), et la distance sur l'écliptique entre l'Ascendant et le Milieu du Ciel (situé vers le dix-huitième degré du signe du Sagittaire) est d'environ 78 degrés soit moins de trois signes d'écart.
Pour un thème établi le 22 février 1989 à midi à la même latitude (49°), l'Ascendant se trouve au deuxième degré du signe du Cancer (signe de longue ascension), et la distance sur l'écliptique entre l'Ascendant et le Milieu du Ciel (situé au premier degré du signe des Poissons) est de 121 degrés soit quatre signes d'écart (un trigone en fait).

### Conséquence pour l'interprétation astrologique
Selon Boris Paque, un carré peut avoir valeur de trigone, ou inversement, selon que les facteurs astraux se situent dans des signes de courte ou de longue ascension.

### Conséquence pour l'astrologie statistique
Enfin et surtout, il y a statistiquement plus de chances pour qu'on naisse avec un ascendant dans un signe de longue ascension que dans un signe de courte ascension.